# ایستگاه متروی شهید دادمان
ایستگاه مترو شهید دادمان، در خط ۷ متروی تهران است که در تقاطع بلوار دادمان و بلوار پاکنژاد قرار دارد.
در ۲۷ اسفند ۱۴۰۱ این ایستگاه افتتاح شد و بیستمین ایستگاه افتتاح شده در خط ۷، و صد و چهل و نهمین ایستگاه افتتاح شده در بین ایستگاه‌های مترو تهران می‌باشد.
شهروندان منطقه ۲، به ویژه اهالی فرحزاد، بلوار شهید دادمان، محلهٔ سعادت آباد، بلوار دریا،شهرک غرب و پونک باختری و همچنین ادارات و مراکز تجاری اطراف این ایستگاه، امکان دسترسی آسان‌تری نسبت به گذشته جهت استفاده از مترو دارند.

## مراکز قابل دسترسی
مرکز مجتمع اریکه ایرانیان
بوستان شهید دادمان
بوستان نهج البلاغه